# Willi Rudolf
Willi Rudolf (* 28. November 1944 in Öschingen) ist ein deutscher Unternehmer, Kommunalpolitiker und Kreisbehindertenbeauftragter des Landkreises Tübingen.
Willi Rudolf wurde mit Diastropher Dysplasie geboren. In seiner Kindheit und Jugend musste er sich mehreren Operationen unterziehen und teilweise ein Stützkorsett tragen. Die Schule musste er in der fünften Klasse abbrechen, da er ausgeschult wurde und es keine geeignete Schule für körperbehinderte Schüler gab, die er hätte besuchen können. 1982 gründete er die Firma Rudolf Reha Systeme, die sich 1996 zu Leoba – Leben ohne Barrieren weiterentwickelte.
Rudolf ist Vorsitzender des Landesverbandes Selbsthilfe Körperbehinderter Baden-Württemberg, Mössingen-Öschingen. Seit März 2008 ist er Kreisbehindertenbeauftragter des Landkreises Tübingen.

## Ehrungen
Im Januar 2005 wurde Willi Rudolf mit dem Verdienstkreuz am Bande des Verdienstordens der Bundesrepublik Deutschland für sein beispielloses Engagement für behinderte Menschen und für Barrierefreiheit ausgezeichnet. 
Stefan Mappus zeichnete ihn 2011 mit dem Verdienstorden des Landes Baden-Württemberg aus.